# Zanthoxylum caribaeum
Zanthoxylum caribaeum là một loài thực vật có hoa trong họ Cửu lý hương. Loài này được Lam. miêu tả khoa học đầu tiên năm 1786.

## Hình ảnh

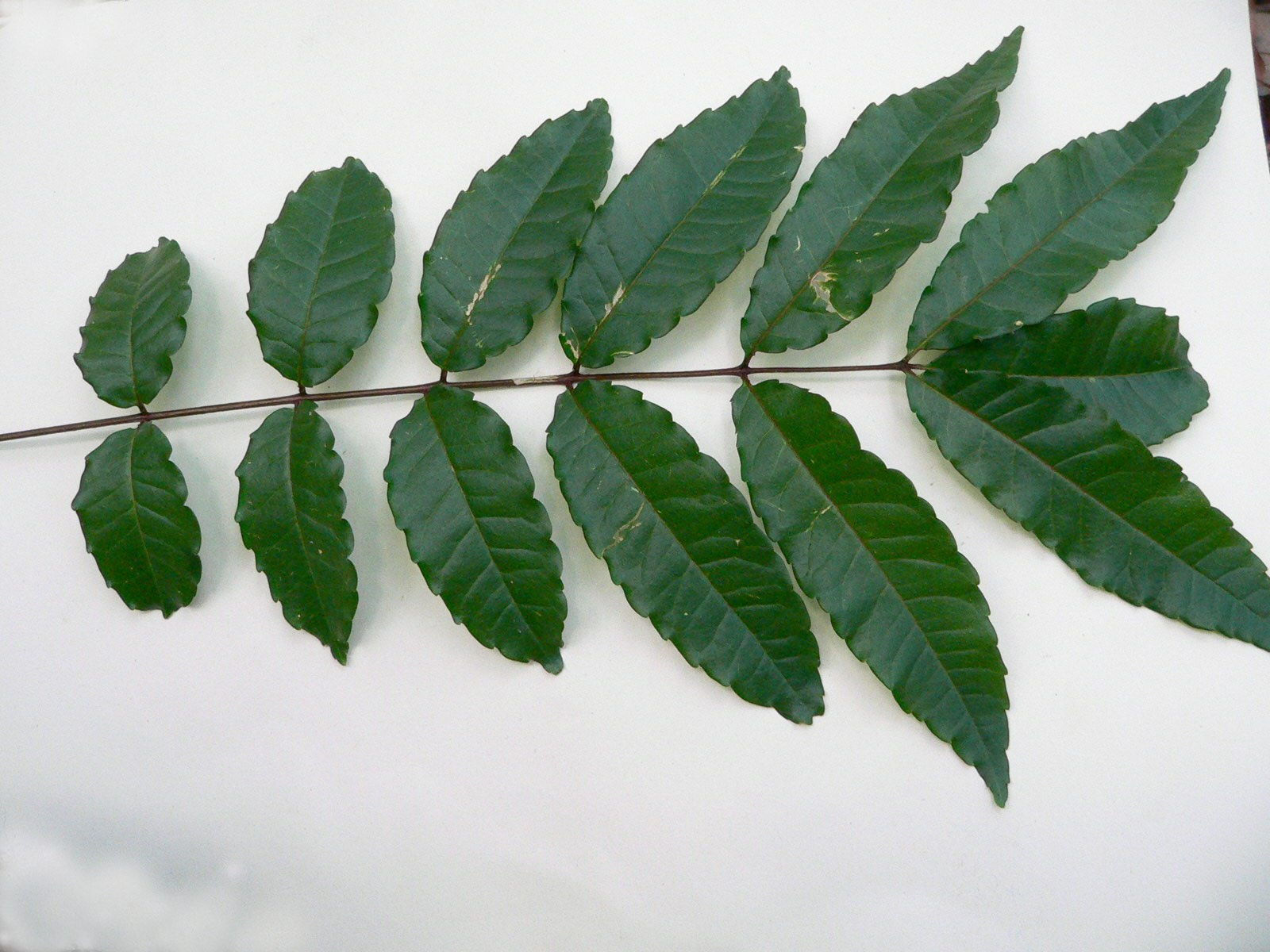